# Thrika
Thrika (tibétain : ཁྲི་ག་ ; Wylie : khri ka ; chinois : Guide) est le nom d'un village tibétain situé dans le comté de Guide, préfecture autonome tibétaine de Hainan dans la province du Qinghai, et dans l'ancienne province tibétaine de l'Amdo. Il est à une altitude de 2 100 m.
Thrika, connue pour ses vergers de poires est à proximité du monastère de Pearl fondé par Sakya Pandita et où il aurait déposé des perles  .
La ville comptait 17 908 habitants en 2000.
C'est dans ce village qu'est né Pema Tseden, un célèbre cinéaste tibétain. 